# Invicta FC 2
Invicta FC 2: Baszler vs. McMann foi um evento de MMA promovido pelo Invicta Fighting Championships, ocorrido em 28 de julho de 2012 no Memorial Hall em Kansas City, Kansas.

## Background
Como parte da aliança com a promoção japonesa JEWELS, a Campeão Peso Leve do JEWELS (115 lbs.) Ayaka Hamasaki era esperada para enfrentar a invicta Jasminka Cive no evento principal, porém Cive foi incapaz de fixar seu visto à tempo e foi substituída por Lacey Shuckman. Angelica Chaves era esperada para enfrentar Kikuyo Ishikawa no card, porém Ishikawa se retirou da luta em 7 de Junho. Ishikawa foi substituída por Nicdali Rivera-Calanoc.
Vanessa Porto era esperada para enfrentar Kelly Kobold porém em 25 de Junho, Kobold se retirou da luta alegando uma lesão no ombro durante os treinos. Kobold foi substituída por Sarah D'Alelio.
Amanda Nunes era esperada para enfrentar Milana Dudieva, porém Dudieva se retirou a luta em 9 de Julho devido à uma doença e foi substituída por Leslie Smith. Porém em 20 de Julho, Smith sofreu uma lesão na mão e foi forçado a se retirar da luta, foi substituída por Raquel Pa'aluhi.
Jessica Phillipus falhou ao tentar bater o peso para sua luta e perdeu 25% da bolsa. Após o evento, o prêmio de Luta da Noite (bônus de US$1,500 para ambas lutadoras) foi para Sara McMann e Shayna Baszler, que competiram no evento principal. Duas Finalizações da Noite (bônus de US$1,000), as premiadas foram Sarah D'Alelio e Alexis Davis.

## Card Oficial
Philippus perdeu um ponto por desferir joelhadas ilegais.